# Jarrod Skalde
Jarrod Janis Skalde (né le 26 février 1971 à Niagara Falls, Ontario au Canada) est un joueur professionnel canadien de hockey sur glace.

## Carrière de joueur
À la suite de sa deuxième saison avec les Generals d'Oshawa de la Ligue de hockey de l'Ontario, il fut sélectionné en 2e ronde par les Devils du New Jersey en 1989. Il y joua deux autres saisons avant de rejoindre les Devils à la toute fin de la saison 1990-1991, y jouant une partie.
Il joua la majorité des saisons suivantes dans les ligues mineures telles que la Ligue américaine de hockey et la Ligue internationale de hockey. Il s'aligna pour plusieurs équipes de la Ligue nationale de hockey sans toutefois y percer l'alignement régulier. Il joua entre autres pour les clubs d'Anaheim, Calgary, San José, Dallas, Chicago, Atlanta et finalement pour les Flyers de Philadelphie.
Il joua aussi en Suisse et en Suède. Il prit une pause du hockey lors de la saison 2006-07 pour revenir la saison suivante avec le Prairie Thunder de Bloomington dans la nouvelle version de la Ligue internationale de hockey.
Au cours de sa carrière, il participa notamment à la Coupe Memorial, remportant le tournoi avec les Generals d'Oshawa. Il remporta aussi la Coupe Turner alors qu'il évoluait avec les Solar Bears d'Orlando. Il met un terme à sa carrière en 2008.

## Statistiques
| Saison     | Équipe                         | Ligue          |     | Saison régulière | Saison régulière | Saison régulière | Saison régulière | Saison régulière |    | Séries éliminatoires | Séries éliminatoires | Séries éliminatoires | Séries éliminatoires | Séries éliminatoires |
| Saison     | Équipe                         | Ligue          | PJ  | B                | A                | Pts              | Pun              | PJ               | B  | A                    | Pts                  | Pun                  |                      |                      |
| 1986-1987  | Meteors de Fort Érié           | OHA-B          | 41  | 27               | 34               | 61               | 36               | -                | -  | -                    | -                    | -                    |                      |                      |
| 1987-1988  | Generals d'Oshawa              | LHO            | 60  | 12               | 16               | 28               | 24               | 7                | 2  | 1                    | 3                    | 2                    |                      |                      |
| 1988-1989  | Generals d'Oshawa              | LHO            | 65  | 38               | 38               | 76               | 36               | 6                | 1  | 5                    | 6                    | 2                    |                      |                      |
| 1989-1990  | Generals d'Oshawa              | LHO            | 62  | 40               | 52               | 92               | 66               | 17               | 10 | 7                    | 17                   | 6                    |                      |                      |
| 1989-1990  | Generals d'Oshawa              | Coupe Memorial | -   | -                | -                | -                | -                | 4                | 2  | 3                    | 5                    | 2                    |                      |                      |
| 1990-1991  | Generals d'Oshawa              | LHO            | 15  | 8                | 14               | 22               | 14               | -                | -  | -                    | -                    | -                    |                      |                      |
| 1990-1991  | Bulls de Belleville            | LHO            | 40  | 30               | 52               | 82               | 21               | 6                | 9  | 6                    | 15                   | 10                   |                      |                      |
| 1990-1991  | Devils d'Utica                 | LAH            | 3   | 3                | 2                | 5                | 0                | -                | -  | -                    | -                    | -                    |                      |                      |
| 1990-1991  | Devils du New Jersey           | LNH            | 1   | 0                | 1                | 1                | 0                | -                | -  | -                    | -                    | -                    |                      |                      |
| 1991-1992  | Devils d'Utica                 | LAH            | 62  | 20               | 20               | 40               | 56               | 4                | 3  | 1                    | 4                    | 8                    |                      |                      |
| 1991-1992  | Devils du New Jersey           | LNH            | 15  | 2                | 4                | 6                | 4                | -                | -  | -                    | -                    | -                    |                      |                      |
| 1992-1993  | Cyclones de Cincinnati         | LIH            | 4   | 1                | 2                | 3                | 4                | -                | -  | -                    | -                    | -                    |                      |                      |
| 1992-1993  | Devils d'Utica                 | LAH            | 59  | 21               | 39               | 60               | 76               | 5                | 0  | 2                    | 2                    | 19                   |                      |                      |
| 1992-1993  | Devils du New Jersey           | LNH            | 11  | 0                | 2                | 2                | 4                | -                | -  | -                    | -                    | -                    |                      |                      |
| 1993-1994  | Gulls de San Diego             | LIH            | 57  | 25               | 38               | 63               | 79               | 9                | 3  | 12                   | 15                   | 10                   |                      |                      |
| 1993-1994  | Mighty Ducks d'Anaheim         | LNH            | 20  | 5                | 4                | 9                | 10               | -                | -  | -                    | -                    | -                    |                      |                      |
| 1994-1995  | Thunder de Las Vegas           | LIH            | 74  | 34               | 41               | 75               | 103              | 9                | 2  | 4                    | 6                    | 8                    |                      |                      |
| 1995-1996  | Bandits de Baltimore           | LAH            | 11  | 2                | 6                | 8                | 55               | -                | -  | -                    | -                    | -                    |                      |                      |
| 1995-1996  | Flames de Saint-Jean           | LAH            | 68  | 27               | 40               | 67               | 98               | 16               | 4  | 9                    | 13                   | 6                    |                      |                      |
| 1995-1996  | Flames de Calgary              | LNH            | 1   | 0                | 0                | 0                | 0                | -                | -  | -                    | -                    | -                    |                      |                      |
| 1996-1997  | Flames de Saint-Jean           | LAH            | 65  | 32               | 36               | 68               | 94               | 3                | 0  | 0                    | 0                    | 14                   |                      |                      |
| 1997-1998  | Ice d'Indianapolis             | LIH            | 2   | 0                | 2                | 2                | 0                | -                | -  | -                    | -                    | -                    |                      |                      |
| 1997-1998  | Thoroughblades du Kentucky     | LAH            | 23  | 5                | 15               | 20               | 48               | 3                | 3  | 0                    | 3                    | 6                    |                      |                      |
| 1997-1998  | Sharks de San José             | LNH            | 22  | 4                | 6                | 10               | 14               | -                | -  | -                    | -                    | -                    |                      |                      |
| 1997-1998  | Blackhawks de Chicago          | LNH            | 7   | 0                | 1                | 1                | 4                | -                | -  | -                    | -                    | -                    |                      |                      |
| 1997-1998  | Stars de Dallas                | LNH            | 1   | 0                | 0                | 0                | 0                | -                | -  | -                    | -                    | -                    |                      |                      |
| 1998-1999  | Thoroughblades du Kentucky     | LAH            | 54  | 17               | 40               | 57               | 75               | 12               | 4  | 5                    | 9                    | 16                   |                      |                      |
| 1998-1999  | Sharks de San José             | LNH            | 17  | 1                | 1                | 2                | 4                | -                | -  | -                    | -                    | -                    |                      |                      |
| 1999-2000  | Grizzlies de l'Utah            | LIH            | 77  | 25               | 54               | 79               | 98               | 5                | 0  | 1                    | 1                    | 10                   |                      |                      |
| 2000-2001  | Solar Bears d'Orlando          | LIH            | 60  | 14               | 40               | 54               | 56               | 15               | 3  | 6                    | 9                    | 20                   |                      |                      |
| 2000-2001  | Thrashers d'Atlanta            | LNH            | 19  | 1                | 2                | 3                | 20               | -                | -  | -                    | -                    | -                    |                      |                      |
| 2001-2002  | Wolves de Chicago              | LAH            | 64  | 15               | 37               | 52               | 71               | -                | -  | -                    | -                    | -                    |                      |                      |
| 2001-2002  | Phantoms de Philadelphie       | LAH            | 16  | 4                | 4                | 8                | 23               | 4                | 0  | 2                    | 2                    | 4                    |                      |                      |
| 2001-2002  | Flyers de Philadelphie         | LNH            | 1   | 0                | 0                | 0                | 2                | -                | -  | -                    | -                    | -                    |                      |                      |
| 2002-2003  | Lausanne HC                    | LNA            | 23  | 7                | 8                | 15               | 28               | -                | -  | -                    | -                    | -                    |                      |                      |
| 2003-2004  | Grizzlies de l'Utah            | LAH            | 77  | 23               | 35               | 58               | 55               | -                | -  | -                    | -                    | -                    |                      |                      |
| 2004-2005  | Falcons de Springfield         | LAH            | 15  | 1                | 5                | 6                | 16               | -                | -  | -                    | -                    | -                    |                      |                      |
| 2004-2005  | Grizzlies de l'Utah            | LAH            | 56  | 7                | 15               | 22               | 53               | -                | -  | -                    | -                    | -                    |                      |                      |
| 2005-2006  | Rampage de San Antonio         | LAH            | 2   | 1                | 2                | 3                | 4                | -                | -  | -                    | -                    | -                    |                      |                      |
| 2005-2006  | Leksands IF                    | Allsvenskan    | -   | -                | -                | -                | -                | 9                | 0  | 0                    | 0                    | 31                   |                      |                      |
| 2005-2006  | Leksands IF                    | Elitserien     | 36  | 4                | 5                | 9                | 120              | -                | -  | -                    | -                    | -                    |                      |                      |
| 2007-2008  | Prairie Thunder de Bloomington | LIH            | 10  | 5                | 4                | 9                | 6                | -                | -  | -                    | -                    | -                    |                      |                      |
| 2007-2008  | HK Jesenice                    | EBEL           | 3   | 1                | 0                | 1                | 0                | 5                | 1  | 2                    | 3                    | 2                    |                      |                      |
| 2007-2008  | HK Jesenice                    | Slovénie       | -   | -                | -                | -                | -                | 1                | 0  | 0                    | 0                    | 0                    |                      |                      |
| Totaux LNH | Totaux LNH                     | Totaux LNH     | 115 | 13               | 21               | 34               | 62               | -                | -  | -                    | -                    | -                    |                      |                      |

## Carrière d'entraîneur
Depuis 2008, il entraîne le Prairie Thunder de Bloomington de la Ligue internationale.

## Trophées et honneurs personnels
- Ligue de hockey de l'Ontario
  - 1990 : remporta la Coupe Memorial avec les Generals d'Oshawa
  - 1991 : nommé dans la 1re équipe d'étoiles
- Ligue internationale de hockey
  - 2001 : remporta la Coupe Turner avec les Solar Bears d'Orlando

## Transactions en carrière
- 24 juin 1993 : sélectionné par les Mighty Ducks d'Anaheim des Devils du New Jersey lors du Repêchage d'expansion de 1993.
- 30 octobre 1995 : échangé aux Flames de Calgary par les Mighty Ducks d'Anaheim en retour de Bobby Marshall.
- 14 août 1997 : signe un contrat comme agent-libre avec les Sharks de San José.
- 8 janvier 1998 : réclamé au ballotage par les Blackhawks de Chicago des Sharks de San José.
- 23 janvier 1998 : réclamé au ballotage par les Sharks de San José des Blackhawks de Chicago.
- 27 janvier 1998 : réclamé au ballotage par les Stars de Dallas des Sharks de San José.
- 10 février 1998 : réclamé au ballotage par les Blackhawks de Chicago des Stars de Dallas.
- 6 mars 1998 : réclamé au ballotage par les Sharks de San José des Blackhawks de Chicago.
- 21 juillet 2000 : signe un contrat comme agent-libre avec les Thrashers d'Atlanta.
- 5 mars 2002 : échangé aux Flyers de Philadelphie par les Thrashers d'Atlanta en retour de Joe DiPenta.
- 17 juillet 2003 : signe un contrat comme agent-libre avec les Stars de Dallas.
- 28 juillet 2004 : signe un contrat comme agent-libre avec le Lightning de Tampa Bay.